# József Pusztai
József Pusztai, József Pozderecz o Jožef Pustai, alias Tibor Andorhegyi (Beltinci, 26 de gener de 1864-, ibidem, 13 de febrer de 1934) era un escriptor, periodista, professor i cantant eslovè principalment en hongarès
Nascut a la regió de Prekmurje, la seva família modifià el seu cognom a Pusztai, en considerar-se magiars que havien d'assimilar la cultura eslovena. Estudià magisteri a Čakovec i Pécs, on es graduà el 1883 i treballà a Szőce abans de tornar a Prekmurje. Publicà articles per a diverses publicacions.

## Obres
- Krcsánszko katholicsanszko pesmi z iz potrejbnimi molitvami i vnógimi vogrszkimi peszmami / Kersztény katholikus egyházi énekek a legszükségesebb imákkal és több magyar énekkel
- Mála molitvena kniga z potrejbnimi molitvani i vnó gimi peszmami za katholicsanszko mladézen / Kis imakönyv a legszükségesebb imákkal és énekekkel a kath. ifjúság számára